# Parquesol
Parquesol es un barrio ubicado en el suroeste del término municipal de Valladolid. Se sitúa en el cerro de la Gallinera a 761 metros sobre el nivel del mar.

## Límites
Limita al oeste con la autovía de Castilla y el término municipal de Zaratán, al norte con la avenida del Monasterio de Nuestra Señora del Prado, al este con la avenida de Salamanca y el río Pisuerga y al sur con el término municipal de Arroyo - La Flecha.

## Demografía
Con el padrón municipal de Valladolid de 2015 la población del barrio era de 26.086 habitantes (13.458 mujeres y 12.628 hombres). Es por tanto el segundo barrio más poblado del municipio y uno de los más poblados del área metropolitana de Valladolid.[cita requerida]

## Historia

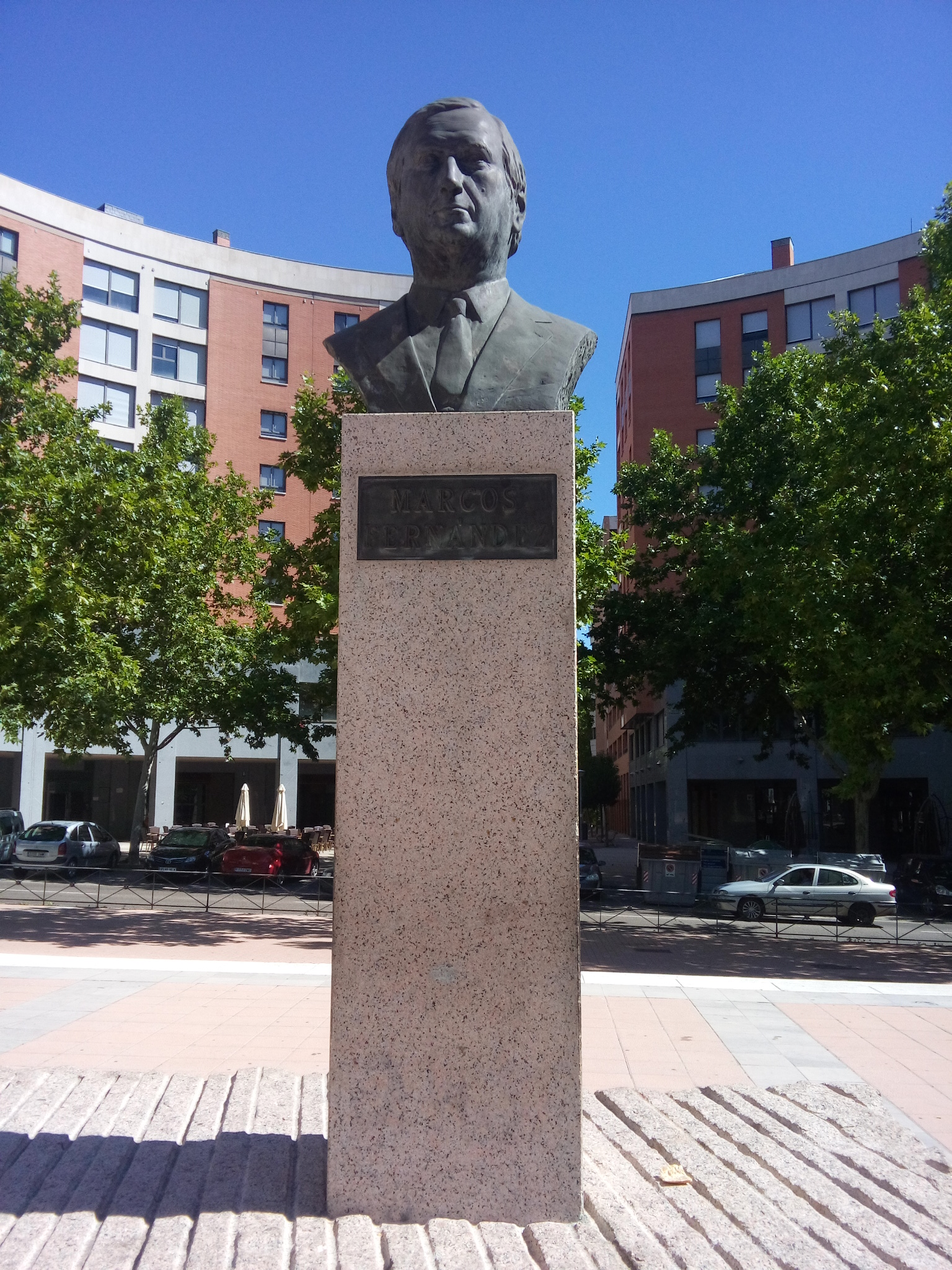
Busto de Marcos Fernández en la plaza homónima de Parquesol

La idea de la "Ciudad de Parquesol" surge en la década de los 70 del siglo XX por parte del promotor inmobiliario y presidente del Real Valladolid entre los años 1967 y 1970  Antonio Alfonso. Él mismo va adquiriendo de forma paulatina las diferentes parcelas que se asientan sobre el cerro de la Gallinera, ocupadas en aquel momento por unas pocas granjas avícolas, donde proyectaba una ciudad que superase en población a Soria y Segovia juntas y que destacase por dos torres de 30 alturas. Finalmente logra en 1977 que se modifique el PGOU del año 1970 y se adecue a sus necesidades como promotor inmobiliario. 
Pero en 1979, con Tomás Bolaños como alcalde y amparandose en la Ley del Suelo, se paraliza el plan que afectaba al cerro de La Gallinera por falta de previsión en la urbanización.
No sería hasta el año 1985 cuando otro promotor inmobiliario, Marcos Fernández, retoma el plan de urbanización del cerro de la Gallinera y renombra el barrio como "Ciudad Parquesol", nombre de su empresa. Desde 1998 la plaza mayor del barrio lleva el nombre de su creador.
A partir de ese momento el barrio comienza a levantarse en el entorno de la avenida Doctor Villacián y la avenida Adolfo Miaja de la Muela. A lo largo de los años se urbaniza el cerro por completo y se levantan edificios en prácticamente todas sus parcelas.

## Límites
Forma parte del distrito 10 de la ciudad junto con los barrios de Huerta del Rey, La Victoria, Gavilla, Girón, Insonusa y Arturo Eyries.
Los límites según el Ayuntamiento de Valladolid los marcan la avenida Salamanca, la autovía Puente Colgante y el fin del término municipal (suroeste).

## Demografía
Parquesol ha pasado de tener 4.169 vecinos empadronados el 1 de abril de 1986 a 26.086 que había registrados el 1 de enero de 2016. El mayor crecimiento se produjo entre 1991 y 2001, coincidiendo con el mayor periodo de concesión de licencias en la zona.
Es un barrio con una densidad relativamente elevada, con un predominio de la edificación en torre y bloques de ordenación abierta, con 12 y 14 plantas de altura media, junto con promociones de baja densidad, de viviendas adosadas de 2 o 3 plantas.

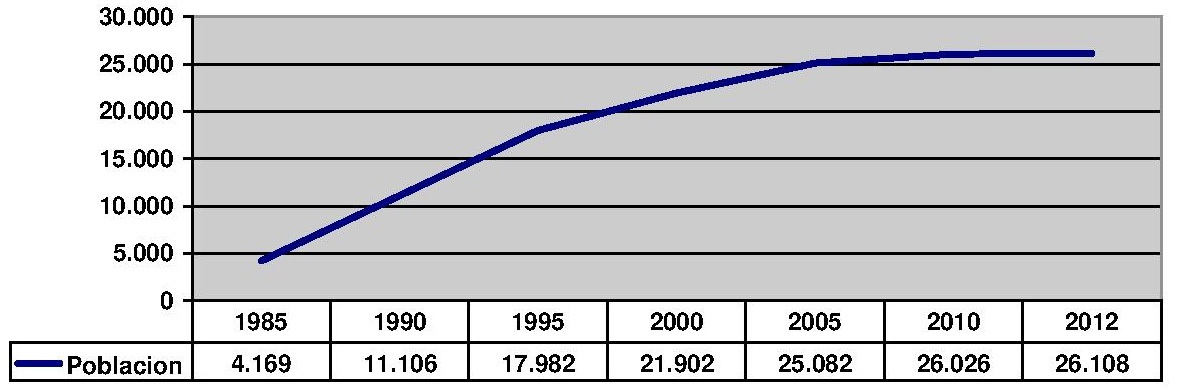
Evolución de la Población en Parquesol

## Servicios

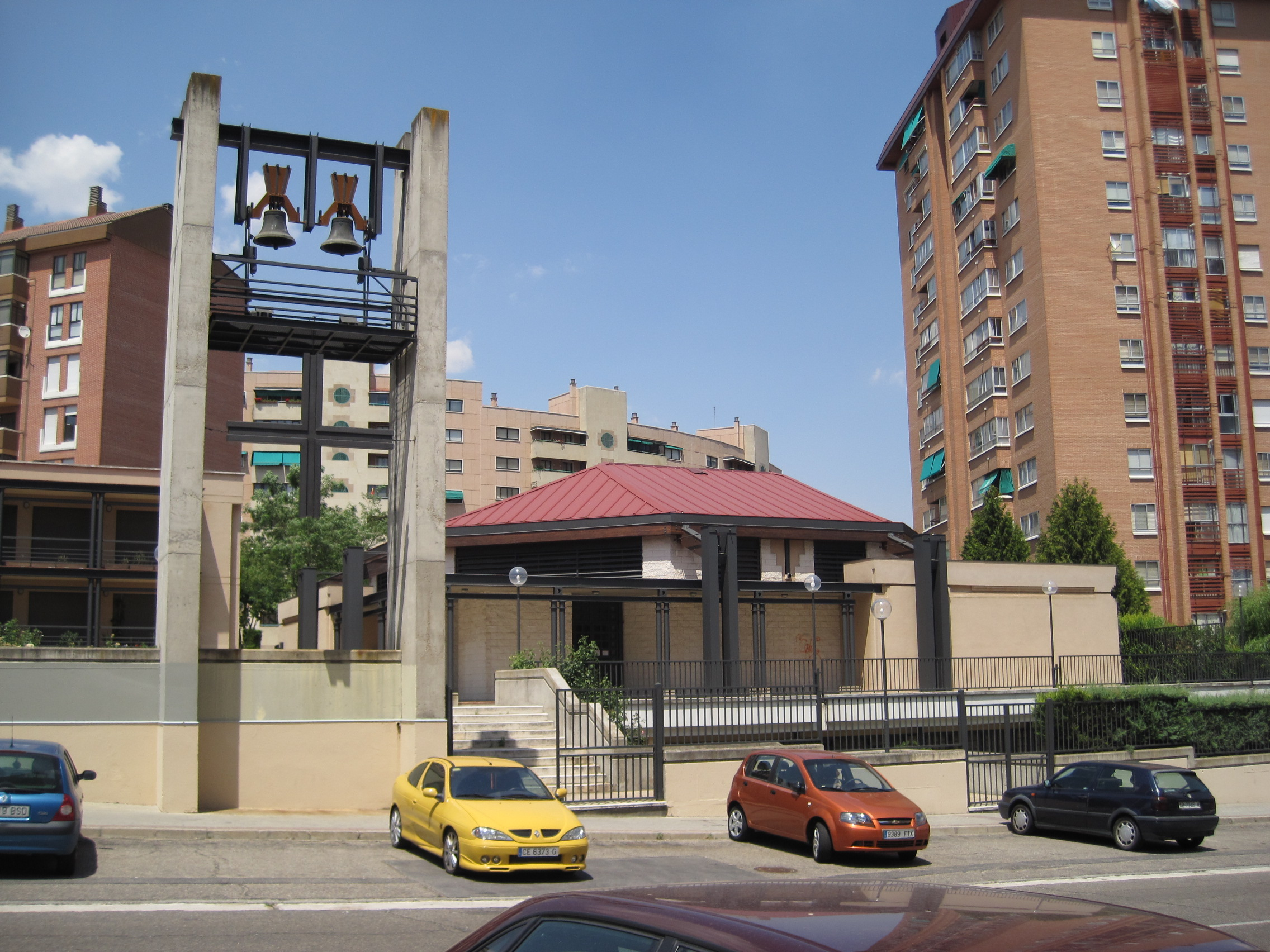
Cristo Redentor

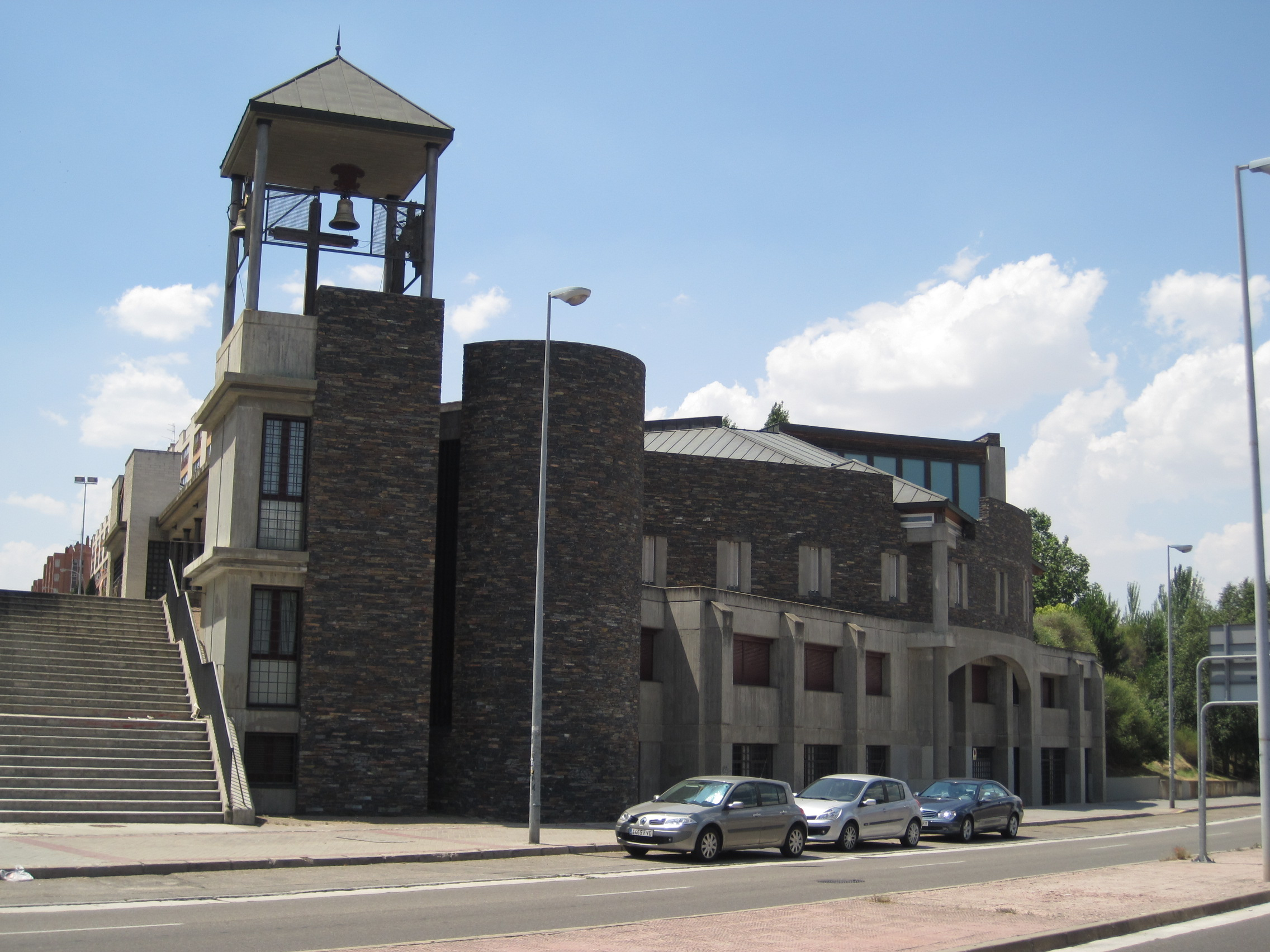
Iglesia de Nuestra Señora de Prado

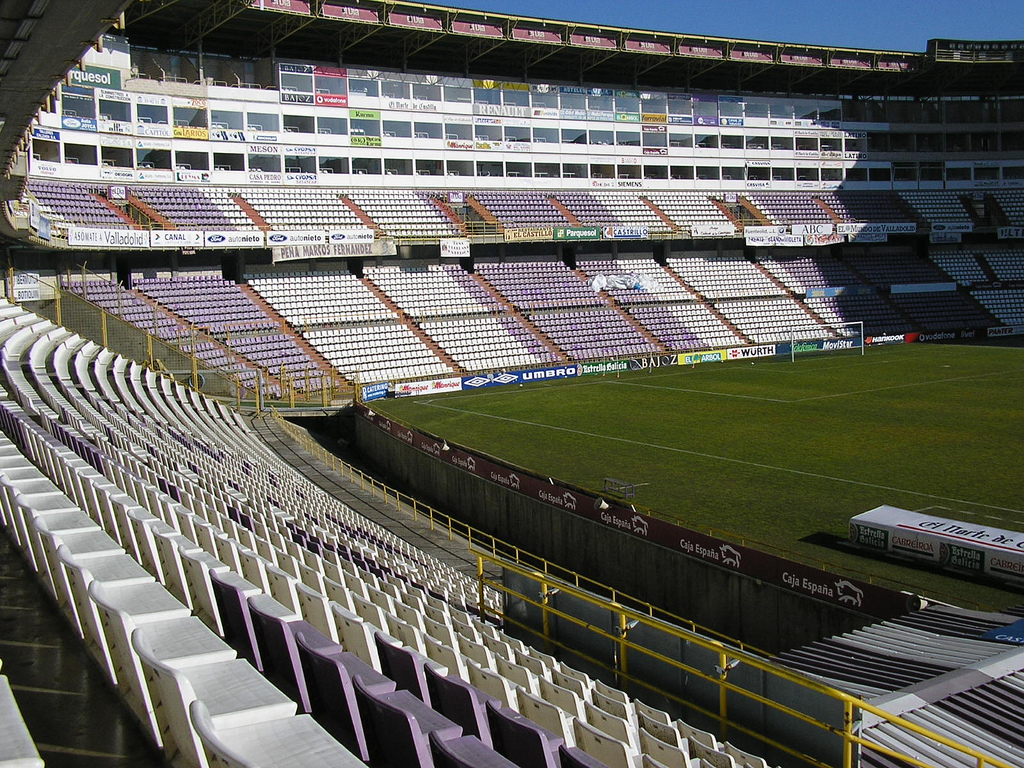
Estadio José Zorrilla

El barrio cuenta con cuatro centros de educación infantil y primaria públicos:
- Colegio Público Francisco Pino[4]
- Colegio Público Profesor Tierno Galván[5]
- Colegio Público Marina Escobar[6]
- Colegio Público Ignacio Martín Baró[7]

Y tres Centros de Educación Secundaria y Bachillerato públicos:
- Instituto de Enseñanza Secundaria Parquesol[8]
- Instituto de Enseñanza Secundaria Julián Marías.[9]
- Instituto de Enseñanza Secundaria José Jiménez Lozano.[10]

También cuenta con un centro de salud y un centro cívico con la biblioteca Santiago de los Mozos, un teatro, un salón de actos y varias salas multiusos.
Este barrio también dispone de una comisaría de policía local en la calle Federico Landrove Moiño y una Comisaría de Policía Nacional. También se encuentra el Hospital Psiquiátrico Doctor Villacián, situado en dicho lugar desde antes de la aparición del barrio, y la delegación en Valladolid de la Agencia Estatal de Meteorología. El barrio cuenta con dos iglesias, una llamada Cristo Redentor de tamaño ligeramente pequeño, y la otra posteriormente construida llamada Nuestra Señora de Prado, de mayor tamaño y dimensiones y de exquisita arquitectura.
En la ladera norte, este barrio dispone de un Centro Comercial Carrefour, un Toys "R" Us y una gasolinera.
También se ubica el estadio José Zorrilla y las instalaciones deportivas anexas del Real Valladolid.

## Vecinos destacados

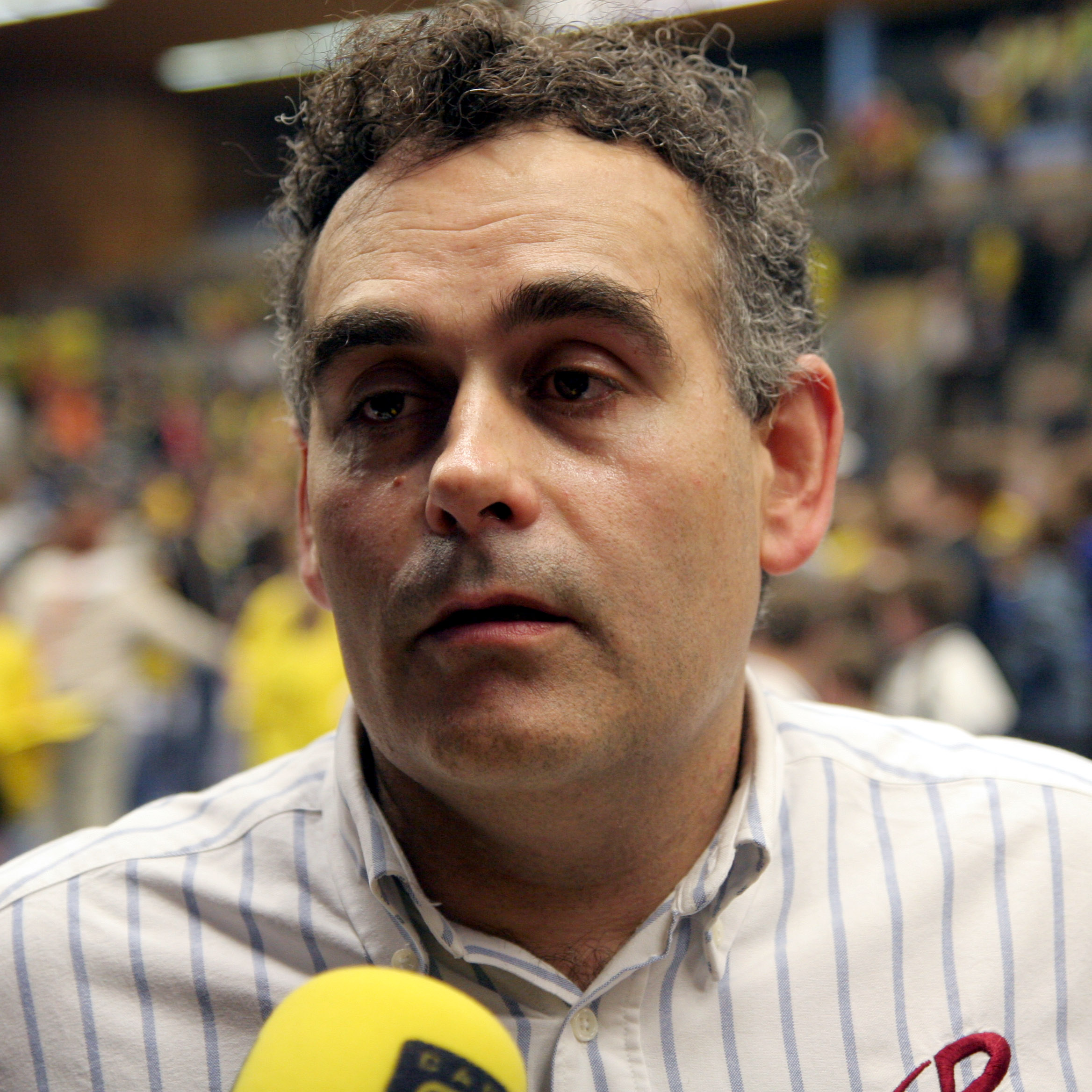
Juan Carlos Pastor
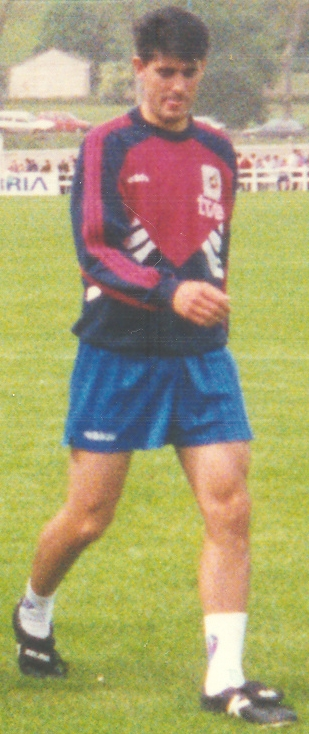
José Luis Pérez Caminero
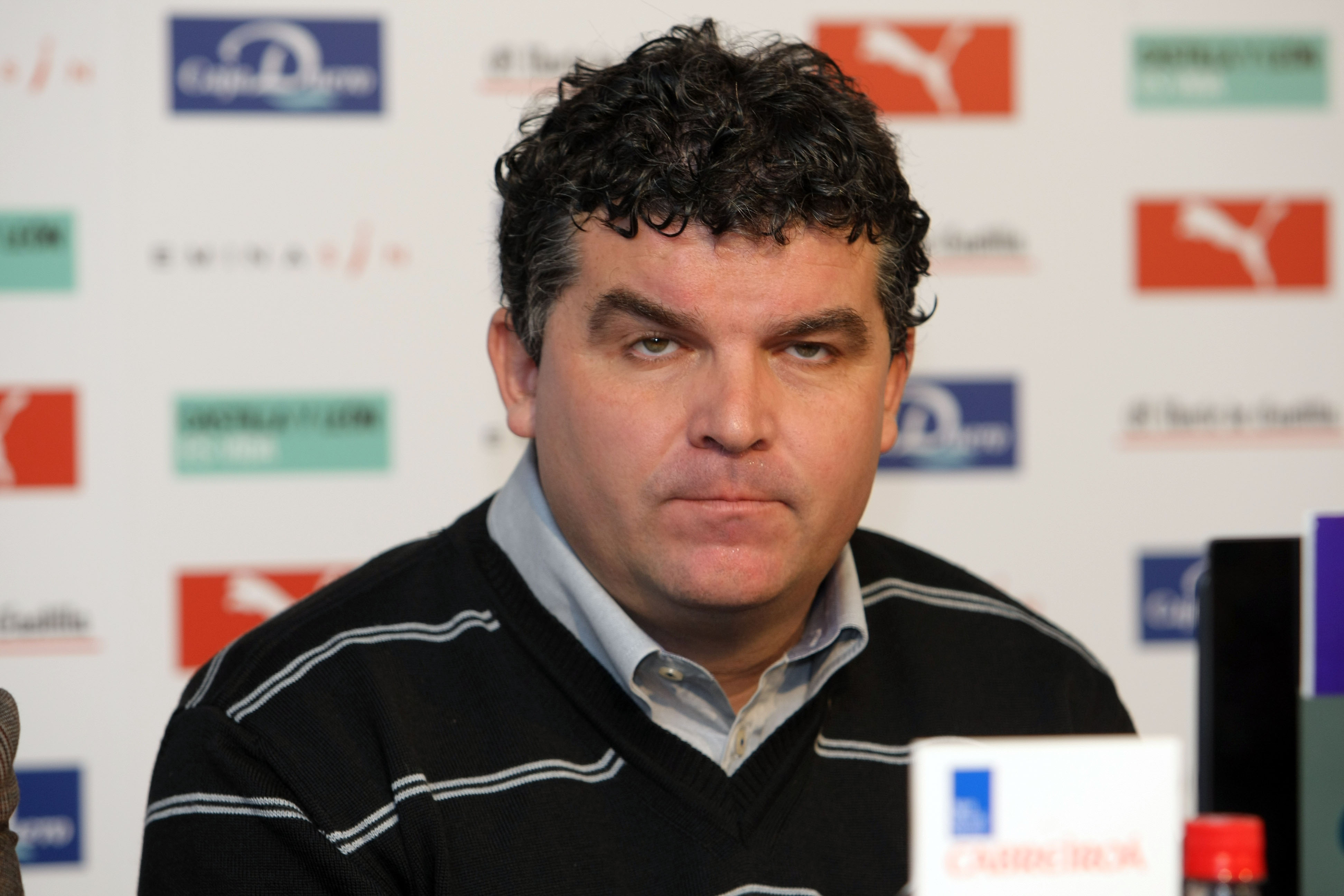
Onésimo Sánchez